# Гасин, Александр Иванович
Алекса́ндр Ива́нович Га́син (укр. Олександр Іванович Гасин), более известный как Оле́кса Га́син (псевдонимы — «Олекса-Лицар», «Дор», «Иван Чорнота», «Сук», «Тур»; 8 июля 1907, Конюхов — 31 января 1949, Львов) — украинский политический и военный деятель, полковник Украинской повстанческой армии, начальник Главного военного штаба УПА.

## Биография
Родился в 1907 году в селе Конюхов (ныне Стрыйский район Львовской области) в семье инженера-агронома. Обучался в Стрыйской гимназии, где познакомился с двумя Степанами: Охримовичем и Бандерой. В юные годы вступил в нелегальную Группу украинской национальной молодёжи, состоял в обществах «Сокол» и «Просвита», входил в организацию «Пласт», курень «Червона Калина», состоял в Украинской Войсковой организации. Вступил в ОУН в 1930 году.
Окончил гимназию в 1928 году, позднее окончил четыре курса Львовской политехники. Параллельно проходил военную службу, в 1929 году окончил польскую школу подхорунжих со званием подхорунжего роты, в списке лучших учеников стал вторым. В 1937 году окончил краткосрочные курсы Баварской военной академии.
О себе в националистическом движении он заявил громко в конце 1930-х годов. Польской властью арестовывался несколько раз (например, в 1931, 1933 и 1937), а в 1934—1935 годах даже попал в концлагерь «Берёза-Картузская», в котором отбывали наказание многочисленные украинские националисты. Участвовал до этого в издании газеты «Бюлетень Крайової екзекутиви» на Западной Украине. В тюрьме издавал журнал «Краты», в статьях которого призывал украинцев бороться за создание независимой Украины, несмотря ни на что. Благодаря своим статьям стал известен как один из идеологов украинского национализма. По его словам, националистом (или «аристократом духа») мог стать каждый, кто готов был сохранить свои духовные ценности и развить свой дух. Именно это он и считал основной обязанностью украинцев в борьбе за независимость.
Вскоре в сентябре 1938 года он, спасаясь от преследований со стороны польской власти, переехал в Австрию, а затем и в Германию, где встретил Евгения Коновальца. Гасин вошёл в состав военной рефентуры Провода Украинских Националистов. Вместе с Коновальцем Олекса составил «Военный подручник» — устав военных деятелей ОУН. К тому моменту уже назревал разрыв в организации из-за крупных разногласий. Гасин перешёл на сторону бандеровцев-революционеров. В книге мельниковцев «Белая книга» о «бунте Ярого — Бандеры» он поставлен на 15-е место в списке виновников раскола. В 1939 году он занимает должность военного референта Краковского отделения ОУН (б). На II Большом сборе в марте 1941 года он возглавил военную референтуру. С марта по май того же года он слушал высшие офицерские курсы ОУН в Кракове на улице Стефана Батория в доме 14. Слушатели курсов рассматривались как ядро будущих Вооружённых сил Украины, изучали тактику и стратегию войны.
Краковское отделение ОУН готовило грядущее восстание против советской власти, тем более к тому моменту в Германии уже были мобилизованы почти все силы для борьбы на Восточном фронте. В регионе стали формироваться многочисленные добровольческие отряды, которые вооружались польским и немецким оружием. 10 марта 1940 был создан Повстанческий штаб и разработан Единый генеральный лан. 5 марта 1941 Гасин утверждает расширенный план боевых действий, содержание которого доказывало высокий уровень военно-теоретического мышления руководителя Провода.
В начале войны Олекса возглавлял организационно-мобилизационную референтуру Главного военного штаба ОУН. После провозглашения независимости Украинской державы был назначен заместителем министра обороны в Украинском государственном правлении с одобрения Ярослава Стецько. Однако после того, как немцы заговорили о создании Рейхскомиссариата Украины и упразднении Украинской державы, ушёл в подполье. В 1942 году его арестовали и отправили в тюрьму Дрогобыча, но 9 апреля 1943 он сбежал из тюрьмы при помощи друзей из УПА.
Произошло это следующим образом: к тому моменту ОУН вынуждена была прекратить свою деятельность в Дрогобычской области, а большая часть её членов вступила в Украинскую вспомогательную полицию, дабы отвлечь от себя подозрения. Богдан Ковцун и Ярослав Максимов, одни из таких полицейских, привезли к Олексе его жену Ольгу, от которой он заразился горячкой. Позднее немцы перевели больного Олексу в больницу при изоляторе на улице Трускавецкой, откуда его и вызволили друзья. По одним сведениям, повстанцы подкупили гестаповцев-охранников, по другим — расстреляли охрану камеры. После освобождения «Дор» (так его звали) возглавил подпольное отделение в Галичине. На III Большом сборе ОУН в августе 1943 он поддержал предложение о создании Украинской повстанческой армии, которое предложили Роман Шухевич и Дмитрий Клячкивский. Позднее Олекса Гасин возглавил группу УПА-Запад (ранее — Украинская народная самооборона). Участник массовых убийств поляков в составе УПА.
29 января 1945 оперативная группа капитана НКГБ Петра Форманчука в селе Средний Бабин Войниловского района Станиславской (ныне Калуский район Ивано-Франковской области) захватила в плен члена Центрального провода ОУН Александра «Беркута» Луцкого и его жену Юлию, которые рассказали о создании УНС (Беркут через год был расстрелян за государственную измену). По его словам, во время похода Сидора Ковпака в июне 1943 года Роман Шухевич отдал приказ о создании рубежей обороны. Областные проводы ОУН стали проводить мобилизацию своих членов и обеспечивать их оружием, обмундированием и продовольствием. К 15 августа в составе УНС насчитывалось 5 куреней (до 2 тысяч штыков). Гасин возглавил группу УНС «Чёрные бесы» в Карпатском крае (Станиславская и Дрогобычская области), однако партизаны с лёгкостью разгромили его войска благодаря тяжёлому вооружению (к тому же новобранцы паниковали и разбегались в стороны). 2 октября 1943 на головы местного населения свалилась другая напасть: немецкая администрация начала расстреливать мирное население по принципу «10 граждан за каждого убитого немца». УНС вынуждена была уйти в оборону и лишь изредка воевала с поляками.
В начале 1944 Олекса Гасин возглавил УПА-Запад, однако Шухевич тут же повысил его до руководителя Центрального Провода и Главного штаба УПА в Карпатах. Иван Чорнота (такое прозвище он носил в те годы) проявил себя не только как военный деятель и организатор, но и как защитник мирного населения и дипломат: ему удалось уговорить Шухевича отменить расстрелы мирных граждан и предателей, а также убедить немцев в своей полной поддержке (так сообщил переводчик ГВШ «Кармелюк» на допросе в НКВД). В обмен на нейтралитет он получил 40 ручных пулемётов, 3 орудия, 2 автоматов, 400 винтовок и боеприпасы. Шухевич, узнав об этом, приказал начальнику Службы Безопасности Николаю Арсеничу отдать Олексу под «революционный суд», поскольку любые переговоры с немцами он считал позором и преступлением — страны Запада должны были одержать победу над Рейхом, и они бы наверняка подвергли осуждению всю УПА за контакты с вермахтом (за это чуть не лишился жизни и Василий Кук).
Уже после войны Шухевич и Гасин помирились: с января 1946 года «Лицар» (таков был новый псевдоним) стал руководителем Генерального военного штаба УПА и помощником Шухевича (командир УПА заимствовал множество идей Олексы в своих начинаниях и планах). 6 июня 1948 он получил звание полковника УПА. С 1945 по 1948 участвовал во встречах лидеров подполья в Еловском и Рогатинском лесах, где были выработаны стратегия и тактика войны против НКВД. Сам он укрывался в труднодоступных местах Станиславской и Дрогобычской областей, а защиту ему обеспечивали адъютант Василий Барабаш («Махмед») и телохранитель Михаил Штурмак («Крук»). Дважды его признавали погибшим, и оба раза Гасин «восставал из мёртвых» и возвращался в строй.
В рамках операции «Омут» органы госбезопасности СССР пытались разгромить провод «Карпаты — Запад» и Львовский областной провод. 27 января 1945 Управление НКГБ УССР завело дело-формуляр на Олексу. С 15 декабря 1948 по март 1949 контрразведкой СССР было уничтожено 15 связных и охранников центров связи Центрального провода ОУН. В январе 1949 года удалось прервать сообщение между Центральным проводом и Олексой-Лицарем. Все эти дни Олекса находился во Львове и не выезжал оттуда. В ходе розыска разведка вышла на дочь священника села Конюхова, которая проживала на Богуславской улице в доме 14. Та вынуждена была рассказать, что укрывает детей Олексы, который должен их забрать 31 января. На основе этой информации НКГБ составило план ликвидации.
31 января 1949 в 19:00 в подъезд здания вошёл Гасин в телогрейке, но не заходил в дом, поскольку к хозяйке пришли гости студенты. На выходе его опознали сотрудники наружного наблюдения 5-го отдела УМГБ и проследовали за ним по улице Богуславской до улицы Коперника. Когда старший лейтенант С. попытался обогнать Гасина, чтобы разглядеть его лицо, «Лицар» (по мнению НКГБ, лучший конспиратор УПА) выхватил револьвер и не глядя дважды выстрелил в преследовавшего его милиционера, после чего побежал в направлении Главпочты. Он попытался заскочить в трамвай, но его вытолкнул оттуда милиционер. Не желая сдаваться в плен, Гасин выстрелил себе в рот. Смерть наступила мгновенно.
При обыске тела у него была обнаружена записка на имя жены Ольги. Он писал ей: «Любимая, будем вместе и тогда будем думать только о нашей дальнейшей судьбе». Увидеть своего мужа Ольга смогла только во время опознания.

## Семья
Родители и брат Иосиф были сосланы в 1941 году в Архангельскую область, а в 1947 году сосланы в Омскую область. Двое других братьев — Матвей и Юрий — ушли в подполье и погибли в боях: Матвей погиб в 1939 году в ходе перестрелки с венграми, а Юрий был убит в конце 1946 года. Жена проводника Ольга (урождённая Пеленичка, псевдоним «Леся») родилась в 1912, окончила Стрыйскую женскую гимназию и занималась преподаванием. В УПА играла роль разведчицы, готовя конспиративные квартиры для Шухевича и Гасина. В январе 1949 года её арестовали в селе Добряны Щирецкого района: она с братом укрывалась у крестьянки Дарьи Ф. В 1950 году её осудили на 10 лет лагерей, но освободили в 1957 году. После этого она осела в Броварах.

## Память
В 1952 году к 10-летию УПА указом Украинского главного освободительного совета Олексе Гасину было посмертно присвоено звание генерала-хорунжего. В его родном селе открыт мемориал, а на месте его гибели находится памятный знак.